# Arhopala sublustris
Arhopala sublustris är en fjärilsart som beskrevs av George Thomas Bethune-Baker 1904. Arhopala sublustris ingår i släktet Arhopala och familjen juvelvingar. Inga underarter finns listade i Catalogue of Life.